# Bantwa
Bantwa (o Bantva) è una suddivisione dell'India, classificata come municipality, di 15.216 abitanti, situata nel distretto di Junagadh, nello stato federato del Gujarat. In base al numero di abitanti la città rientra nella classe IV (da 10.000 a 19.999 persone).

## Geografia fisica
La città è situata a 21° 28' 60 N e 70° 4' 60 E e ha un'altitudine di 20 m s.l.m..

## Società

### Evoluzione demografica
Al censimento del 2001 la popolazione di Bantwa assommava a 15.216 persone, delle quali 7.837 maschi e 7.379 femmine. I bambini di età inferiore o uguale ai sei anni assommavano a 1.883, dei quali 993 maschi e 890 femmine. Infine, coloro che erano in grado di saper almeno leggere e scrivere erano 10.494, dei quali 5.952 maschi e 4.542 femmine.